# My Devil in Your Eyes
Albums de The Color Morale
We All Have Demons
(2009) Know Hope
(2013)
Singles
1. Human(s)being
Sortie : 26 janvier 2011

My Devil in Your Eyes est le second album du groupe américain The Color Morale, sorti en 2011.

## Liste des chansons
| My Devil in Your Eyes | My Devil in Your Eyes   | My Devil in Your Eyes | My Devil in Your Eyes | My Devil in Your Eyes | My Devil in Your Eyes | My Devil in Your Eyes | My Devil in Your Eyes | My Devil in Your Eyes | My Devil in Your Eyes |
| No                    | Titre                   | Durée                 |                       |                       |                       |                       |                       |                       |                       |
| --------------------- | ----------------------- | --------------------- | --------------------- | --------------------- | --------------------- | --------------------- | --------------------- | --------------------- | --------------------- |
| 1.                    | Nerve Endings           | 3:07                  |                       |                       |                       |                       |                       |                       |                       |
| 2.                    | Human(s)being           | 3:48                  |                       |                       |                       |                       |                       |                       |                       |
| 3.                    | The Dying Hymn          | 3:39                  |                       |                       |                       |                       |                       |                       |                       |
| 4.                    | Be Longing Always"      | 4:03                  |                       |                       |                       |                       |                       |                       |                       |
| 5.                    | Walkers                 | 3:17                  |                       |                       |                       |                       |                       |                       |                       |
| 6.                    | Demon Teeth             | 2:58                  |                       |                       |                       |                       |                       |                       |                       |
| 7.                    | Falling Awake           | 3:33                  |                       |                       |                       |                       |                       |                       |                       |
| 8.                    | Quote On Quote          | 3:40                  |                       |                       |                       |                       |                       |                       |                       |
| 9.                    | This Lost Song Is Yours | 3:53                  |                       |                       |                       |                       |                       |                       |                       |
| 10.                   | Fill;Avoid              | 3:36                  |                       |                       |                       |                       |                       |                       |                       |
| 35:40                 |                         |                       |                       |                       |                       |                       |                       |                       |                       |